# شمشیر اسلام (موسیلینی)

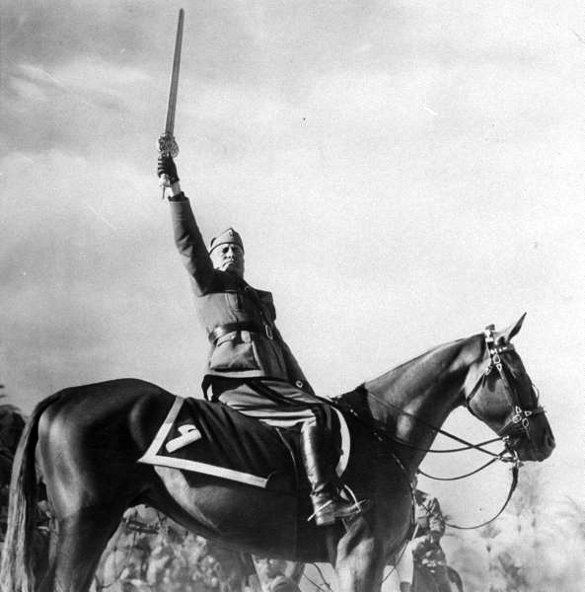
موسیلینی سوار بر اسب با شمشیر اسلام در دست.

شمشیر اسلام (عربی: سيف الإسلام) نام شمشیرِ تزیینیِ بنیتو موسولینی است که در سال ۱۹۳۷، زمانی که لقب پشتیبان اسلام (عربی: حامي الإسلام) به او داده شده بود، دریافت کرد.